# Lovec hlav (film)
Lovec hlav (originální francouzský název L'Alpagueur) je francouzský kriminální film z roku 1976, který režíroval Philippe Labro podle vlastního scénáře. Jde o druhou spolupráci režiséra s Jean-Paulem Belmondem, která následovala po filmu Následník z roku 1973.
Hlavní role ve filmu ztvárnili Jean-Paul Belmondo společně s Brunem Cremerem. V Cremerově případě jde o jednu z jeho nejznámějších a nejvýraznějších rolí.

## Děj
Lovec hlav neboli Stopař je zvláštní člověk, který vyřizuje pro policii úkoly přinášející víc rizika, než je ochotna podstoupit. Protože neexistuje důkaz o jejich spojení, stopař může použít účinných, i když krajně nelegálních metod. Policejní inspektor Doumecq, který udržuje se Stopařem kontakt, jej po splnění menšího úkolu na začátku filmu pověřuje likvidací tzv. Jestřába, momentálně největšího zločince v zemi. Jde o cynického lupiče, který si jako své komplice pokaždé vybírá mladíky na okraji společnosti, které po akci pokaždé odstraní, díky čemuž ho policie nemůže vypátrat. Doumecq Stopaře vysílá do vězení, ve kterém sedí Costa Valdes, Jestřábův spolupachatel z dřívější loupeže, který pouze shodou náhod setkání s Jestřábem přežil. Stopaři se skutečně časem podaří mladíka přimět k prozrazení stopy vedoucí k Jestřábovi. Mezi mužem a klukem nastává zvláštní pouto a Stopař si před svým odchodem z věznice prosadí, že Costa pojede s ním. Výměnou prozrazuje policii informace o síti, organizující útěky z vězení. Pak ale nastávají komplikace a oba se ocitají v ohrožení života. Stopař se ze situace dostává pouze s většími těžkostmi, jak je u něj zvykem. Cesty obou se však nechtěně rozdělí a Costa, hnán touhou po bohatství a mstě, vyráží za Jestřábem na vlastní pěst. Zkušenému vrahovi však nestačí a doplácí na svou nerozvážnost. V závěru filmu jej však Stopař pomstí, přestože nelze vyloučit, že Jestřábova likvidace bude pro něj mít nepříznivé následky.

## Obsazení
| Jean-Paul Belmondo | „Stopař“             |
| Bruno Cremer       | „Jestřáb“            |
| Patrick Fierry     | Costa Valdes         |
| Victor Garrivier   | inspektor Doumecq    |
| Jean Négroni       | Spitzer, vůdce gangu |
| Claude Brosset     | Granier              |
| Jean-Pierre Jorris | Salicetti            |